# Thomas T. Moulton
Thomas T. Moulton (født 1. januar 1896, død 29. marts 1967) var en amerikansk lydtekniker.
Han vandt fem Oscars i kategorien bedste lydoptagelse og var nomineret til elleve flere i samme kategori.
Han var også nomineret fire gange i kategorien bedste visuelle effekter.